# Alan Souza
Alan de Souza Guimarães (San Paolo, 8 marzo 2000) è un calciatore brasiliano, centrocampista del Moreirense.

## Carriera

### Club
È un prodotto del settore giovanile del Palmeiras.
L'11 agosto 2022 è stato ceduto in prestito al Moreirense, in Segunda Liga. Il 3 luglio 2023 viene acquistato a titolo definitivo.

### Nazionale
Ha giocato nella nazionale brasiliana Under-17.

## Statistiche

### Presenze e reti nei club
Statistiche aggiornate al 20 settembre 2023.
| Stagione        | Squadra         | Campionato      | Campionato | Campionato | Coppe nazionali | Coppe nazionali | Coppe nazionali | Coppe continentali | Coppe continentali | Coppe continentali | Altre coppe | Altre coppe | Altre coppe | Totale | Totale | Totale |
| Stagione        | Squadra         | Comp            | Pres       | Reti       | Comp            | Pres            | Reti            | Comp               | Pres               | Reti               | Comp        | Pres        | Reti        | Pres   | Reti   |        |
| --------------- | --------------- | --------------- | ---------- | ---------- | --------------- | --------------- | --------------- | ------------------ | ------------------ | ------------------ | ----------- | ----------- | ----------- | ------ | ------ | ------ |
| 2020            | Guarani         | B               | 3          | 0          | CB              | 0               | 0               |                    | -                  | -                  |             | -           | -           | 3      | 0      |        |
| 2021            | Operário-PR     | B               | 11         | 1          | CB              | 0               | 0               |                    | -                  | -                  |             | -           | -           | 11     | 1      |        |
| 2022            | Sport Recife    | B+PER           | 9+3        | 0          | CB              | 0               | 0               |                    | -                  | -                  |             | -           | -           | 12     | 0      |        |
| 2022-2023       | Moreirense      | SL              | 30         | 6          | CP+CdL          | 2+4             | 0+1             |                    | -                  | -                  |             | -           | -           | 36     | 7      |        |
| 2023-2024       | Moreirense      | PL              | 5          | 1          | CP+CdL          | 0+1             | 0               |                    | -                  | -                  |             | -           | -           | 6      | 1      |        |
| Totale carriera | Totale carriera | Totale carriera | 61         | 8          |                 | 7               | 1               |                    | -                  | -                  |             | -           | -           | 59     | 4      |        |

## Palmarès
- Campionato sudamericano di calcio Under-17: 1

2017